# Битва при Эбро
Морская битва при Эбро — морская битва между флотами римлян и карфагенян, которая произошла в ходе Второй Пунической войны весной 217 года до н. э.  в Испании, около устья реки Эбро на северо-востоке Испании. Карфагенский флот в количестве около 40 квинкверем во главе с Гимильконом встретился с римской эскадрой в количестве 55 кораблей под командованием Гнея Корнелия Сципиона. Карфагеняне были наголову разбиты, потеряв 29 кораблей и окончательно отдав римлянам контроль над испанской прибережной акваторией.

## Стратегическое положение
После победы над карфагенской армией Ганнона в битве при Циссисе осенью 218 года до н. э. Гней Сципион занимался консолидацией своего контроля над юго-востоком Испании и набегами на испанские владения карфагенян, и не получил подкрепления из Италии, занятой борьбой с Ганнибалом. Тем временем Гасдрубал Баркид провёл набор рекрутов среди подчинённых иберских племён, значительно увеличив своё войско. В 218 году до н. э. карфагенский флот в Испании насчитывал 32 квинкверемы и 6 трирем. Гасдрубал добавил в эскадру ещё 10 квинкверем, которые были присланы ему из Карфагена, и весной 217 года до н. э. начал объединённую атаку с суши и моря на удерживаемые римлянами территории севернее Эбро.
Гней Сципион, опасаясь численного превосходства карфагенян в сухопутных силах, решил дать Гасдрубалу морской бой. Римская эскадра в то время насчитывала только 35 квинкверем (25 кораблей было отправлено назад в Италию после того, как во время карфагенского рейда после битвы при Циссисе были уничтожены их экипажи), но была усилена 20 греческими кораблями из союзной римлянам Массилии.

## Битва
Достигнув реки Эбро, карфагенский флот встал на якорь в её устье. Разведчики Гасдрубала прочёсывали окрестности в поисках римских войск, но командующий эскадры Гимилькон пренебрёг морской разведкой. Вследствие этого греческим судам удалось найти карфагенский флот, который стоял на якоре, и незамеченными отойти, чтобы предупредить про него Сципиона, который с войском отплыл из Тарракона и находился в 15 км от горла Эбро. Сципион погрузил на свои корабли отборных легионеров и двинулся на юг навстречу пунийцам.
Первыми приближение римского флота заметили армейские патрули Гасдрубала и предупредили свою эскадру сигналами костров. Большинство экипажей карфагенян было на берегу; корабли начали спешно принимать на борт команды и сниматься с якоря. В беспорядке и спешке некоторые корабли покинули якорную стоянку недоукомплектованными. Гасдрубал построил армию вдоль берега, чтобы дать эскадре моральную поддержку.
Римляне перехватили карфагенские корабли в момент выхода из устья реки. Они протаранили и потопили четыре судна и взяли на абордаж ещё два, после чего карфагенские моряки упали духом и начали выкидывать корабли на берег, спасаясь среди войска. Римлянам удалось зацепить гаками и стянуть с мелей 23 покинутых командой карфагенских корабля.

## Последствия
Победа римлян была безусловной; Гасдрубал был вынужден отвести армию назад в Новый Карфаген. Престиж пунийцев в Испании получил тяжёлый удар, и среди подчинённых Карфагену иберских племён начались брожения и восстания, подавление которых не позволяло карфагенянам сосредоточиться на борьбе против Рима аж до 215 года до н. э. Главным силам карфагенского флота удалось в 217 году до н. э. перехватить около Косы в Италии вспомогательный римский флот, который следовал в Испанию, но осенью того же года восьмитысячное римское подкрепление с Публием Сципионом во главе прибыло в Испанию без потерь. Братья Сципионы разоряли карфагенскую Испанию до 215 года до н. э., когда снова встретились с армией Гасдрубала около горла Эбро в битве при Дертосе.
После почти полной потери своих морских сил Гасдрубал имел две альтернативы: вернуться в Карфаген с просьбой о подкреплении, или построить новые корабли. На самом деле он не сделал ни того, ни другого, уступив инициативу на море римлянам. Победой при Эбро Сципион обезопасил свои морские коммуникации с метрополией от угрозы со стороны карфагенских сил в Испании и мог теперь осуществлять нападения на карфагенское побережье почти без какого-либо риска. Единственная карфагенская морская экспедиция против римлян с территории Испании — вторжение в Лигурию Магона Баркида — произошла только в 204 году до н. э., уже после того, как Карфаген полностью утратил свои испанские владения.